# Witching Hour
Witching Hour är det tredje studioalbumet av den engelska elektroniska musikgruppen Ladytron, utgivet den 3 oktober 2005 på Island Records. Ladytron producerade albumet tillsammans med Jim Abiss. Låtarna "Sugar" och "Destroy Everything You Touch" släpptes som singlar och uppnådde plats 45 respektive 42 på den brittiska singellistan.
Heather Phares på Allmusic belönade albumet med fyra av fem stjärnor och skrev "[...] Witching Hour är albumet som Ladytron alltid tyckts vara kapabla till, och dess mörka, drömska-om än-klatschiga förtrollning gör det till bandet mest sofistikerade, och bästa, verk hittills".

## Inspelning
Albumet spelades in vid Elevator Studios i Liverpool med ytterligare produktion vid Sahara Sound i London.

## Låtlista
Låtarna skrivna av Ladytron.
1. "High Rise" – 4:54
2. "Destroy Everything You Touch" – 4:36
3. "International Dateline" – 4:17
4. "Soft Power" – 5:19
5. "CMYK" – 1:49
6. "amTV" – 3:26
7. "Sugar" – 2:50
8. "Fighting in Built Up Areas" – 3:59
9. "The Last One Standing" – 3:11
10. "Weekend" – 3:57
11. "Beauty*2" – 4:23
12. "Whitelightgenerator" – 3:59
13. "All the Way..." – 4:08
14. " Untitled" – 9:03 (Ett spår med total tystnad, står inte med på baksidan av skivfodralet)

## DVD-utgåva
En del utgåvor av albumet innehåller en dvd-skiva med musikvideor till singlarna Sugar och Destroy Everything You Touch samt kortfilmen Once Upon a Time in the East: Ladytron in China. Detta material finns även på EP:n Extended Play.

## Listplaceringar
| Listor (2005)              | Högsta placering |
| -------------------------- | ---------------- |
| USA Top Electronic Albums  | 7                |
| USA Top Heatseekers        | 32               |
| USA Top Independent Albums | 40               |

## Medverkande
Ladytron
- Helen Marnie – sång, keyboard
- Mira Aroyo – sång, keyboard
- Daniel Hunt – keyboard, elektroniska trummor, trumprogrammering
- Reuben Wu – keyboard, elektroniska trummor, trumprogrammering

Produktion
- Producerad av Ladytron och Jim Abiss

Information från Discogs